# تاريخ الدولة العثمانية الاقتصادي

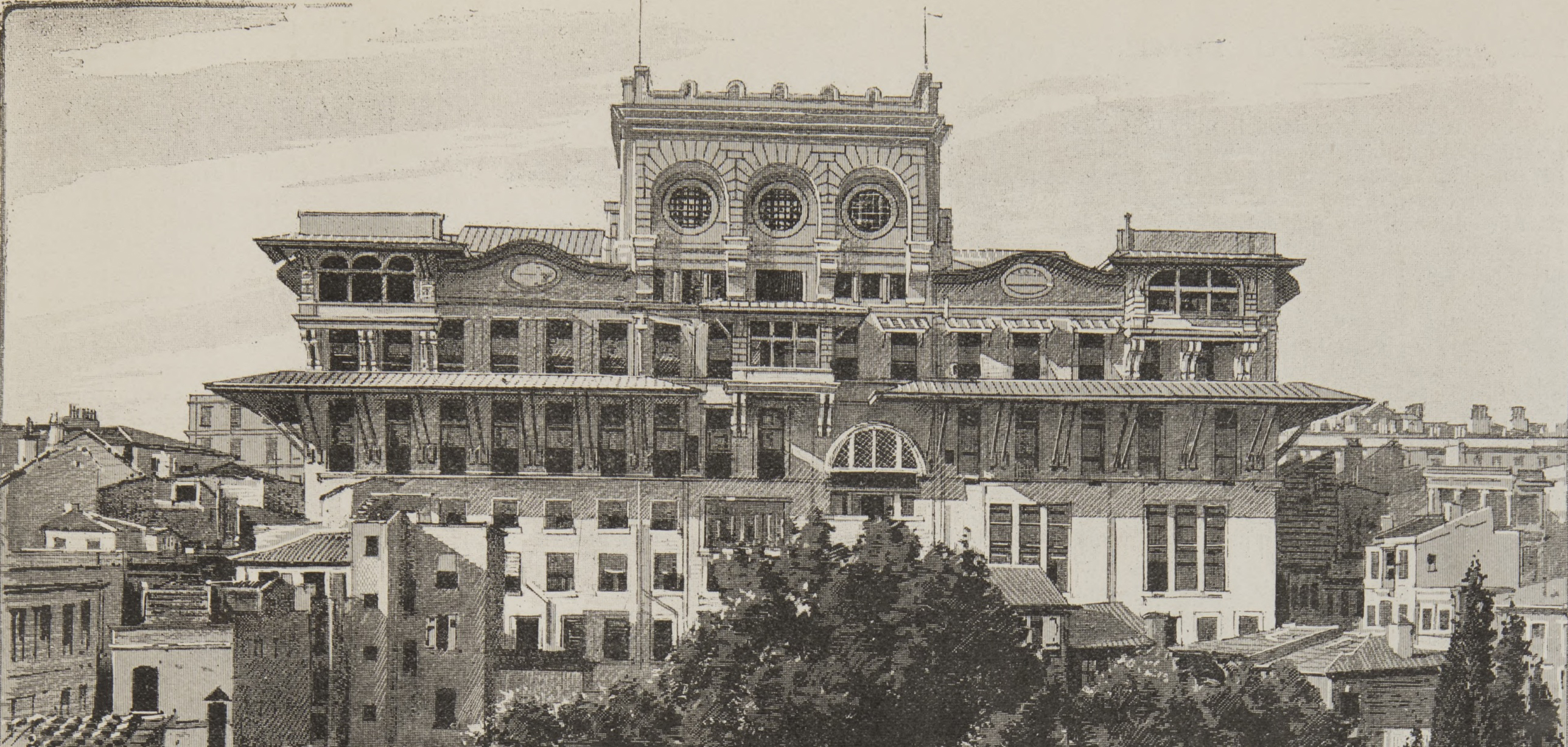
مقر البنك السلطاني العثماني.

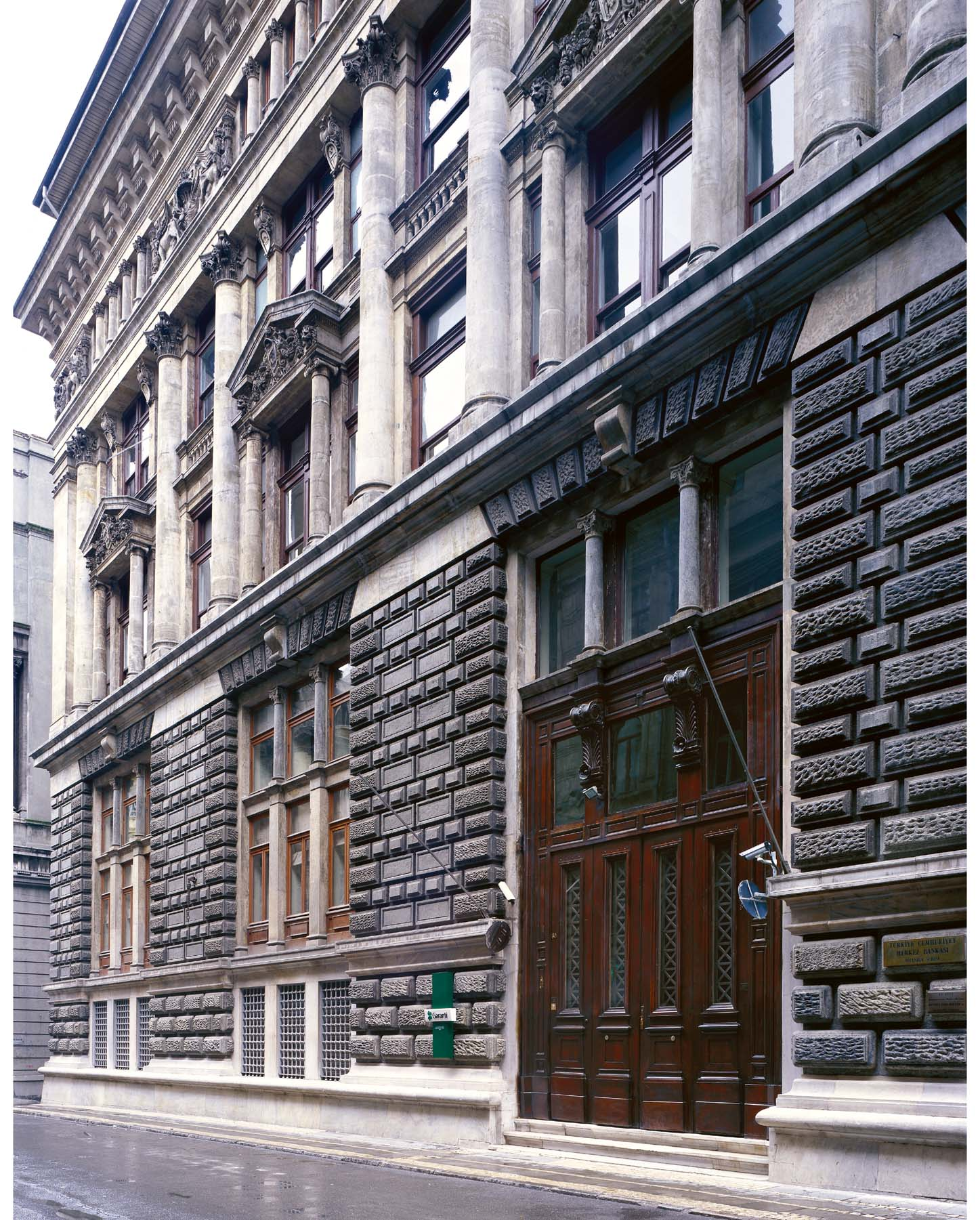
تأسس البنك العثماني عام 1856 في إسطنبول.

التاريخ الاقتصادي للدولة العثمانية يغطي الفترة من 1299-1923. ويقع التاريخ الاقتصادي في فترتين شبه متميزتين. الفترة الأولى هي الفترة الكلاسيكية (التنوير)، والتي تنقسم إلى الاقتصاد الزراعي، والذي يوضح الفروق الإقليمية داخل الدولة. الفترة الثانية وهي فترة الإصلاح، والتي تتكون من الاصلاحات الحكومية المنظمة، وتبدأ بالهياكل الادارية والسياسية عن طريق الوظائف الحكومية والعامة داخل الدولة. بدأ التغيير مع الاصلاحات العسكرية التي شملت النقابات المنتسبة للقطاع العسكري والنقابات الحرفية العامة.

## الاقتصاد العثماني

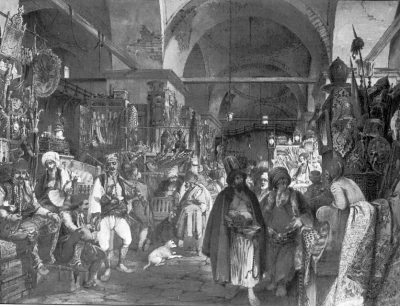
رسم للسوق الكبير المغطى في الآستانة خلال العهد العثماني. بنى السلطان محمد الفاتح هذا السوق لإنعاش اقتصاد المدينة بعد أن فتحها لا سيما وأنها كانت تعاني من التدهور الاقتصادي.

اعتنى العثمانيون بالعواصم المختلفة لدولتهم عناية خاصة، فجعلوا من مدن بورصة وأدرنة والقسطنطينية مراكز صناعية وتجارية مهمة في الشرق الأوسط وأوروبا الشرقية، بل في العالم عندما بلغت الدولة ذروة مجدها وقوتها، واستقطبوا إليها الصنّاع والحرفيين والتجّار المهرة من مختلف أنحاء الأراضي الخاضعة لهم. ومن أبرز السلاطين الذين عملوا على تنمية الدولة العثمانية من الناحية الاقتصادية: محمد الفاتح وخليفته بايزيد الثاني وحفيده سليم الأول، فخلال عهد هؤلاء السلاطين فُتحت مناطق كثيرة في أوروبا الشرقية والعالم العربي، وكان العثمانيون ينقلون معهم غالبًا أمهر الصنّاع والحرفيين إلى عاصمتهم، كما فعل السلطان سليم الأول عندما فتح تبريز ومن ثم القاهرة، وفي ذلك العهد أيضًا كان عدد من المسلمين واليهود الأندلسيين قد غادر شبه الجزيرة الأيبيرية بفعل اضطهاد الإسبان لهم بعد سقوط الأندلس، فاستقبلهم العثمانيون وقدموا لهم الكثير من التسهيلات ليستقروا في البلاد ويساهموا في نهضتها الاقتصادية.
نظّم العثمانيون ماليّة دولتهم وخزينتها بشكل أفضل وأكثر فعاليّة من أي دولة إسلامية سابقة، واستمر نظامهم المالي أفضل نظم عصره وفاق جميع النظم المالية لكل الدول من إمبراطوريات وجمهوريات وممالك وإمارات معاصرة حتى القرن السابع عشر، عندما أخذت الدول الأوروبية الغربية تتفوق عليها في هذا المجال. يُعزى ازدهار الخزينة العثمانية خلال العصر الذهبي للدولة إلى إنشائهم لوزارة خاصة تختص بالأمور المالية للدولة من إنفاق واستدانة وإدانة، عُرفت لاحقًا باسم «وزارة المالية»، وكان يرأسها شخص مختص هو "الدفتردار" الذي أصبح يُعرف لاحقًا باسم «وزير المالية»، وكان لحسن تدبير بعض وزراء المالية أثر كبير في نجاح فتوحات السلاطين وحملاتهم العسكرية، إذ استطاعوا بفضل هؤلاء وسلامة سياستهم المالية التي رسموها للدولة، أن يصرفوا على الجيش ويزودوه بكامل المعدات اللازمة وأحدث أسلحة العصر.

## العملة

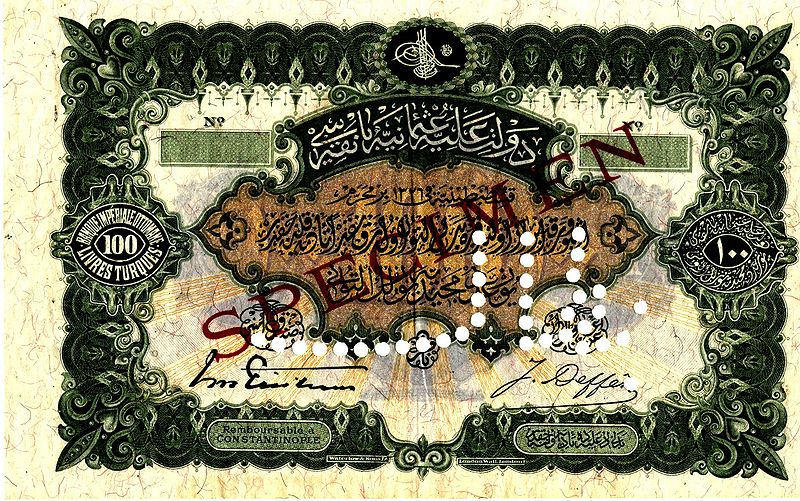
عملة ورقية عثمانية من فئة 100 ليرة.

كانت العملة العثمانية في بداية عهد الدولة تُعرف باسم «الغروش» أو «القروش»، وكانت تُسك من معدن البرونز النحاس، وفي أواخر عهد الدولة أصبحت «الليرة» مرادفًا لاسم العملة العثمانية، وكان يُضاف إليها اسم السلطان الذي صدرت في عهده، فكان يُقال «ليرة مجيدية» و«ليرة رشادية» على سبيل المثال. وكانت الليرة العثمانية تساوي مئة واثنين وستين قرشًا، وأطلق عليها العرب اسم «العثمليّة». كانت الليرات العثمانية عبارة عن نقود ذهبية في بادئ الأمر، ثم أصدرت الدولة في عهد الحرب العالمية الأولى أوراقًا نقدية لأول مرة في تاريخ البلاد، بسبب المبالغ الطائلة التي أنفقتها على الحرب، وأكثرت من الكميات التي أنزلتها إلى السوق، فهبطت قيمة هذه العملة بالنسبة للنقد الذهبي والفضي، هبوطًا كبيرًا، ولكن الحكومة كانت تصرّ على اعتبار الليرة الورقية مساوية لليرة الذهبية، وكانت تجبر الناس على قبضها والتعامل بها. تعامل الشوام في أواخر العهد العثماني أيضًا بالعملة المصرية، ومنها اكتسبت النقود تسمية «مصاري» و«مصريات» اللتان لا تزالان تستعملان في بلاد الشام للإشارة إلى النقود.

## السكان في الدولة العثمانية 1520 - 1919
| السنة | السكان     |
| ----- | ---------- |
| 1520  | 11,692,480 |
| 1566  | 15,000,000 |
| 1683  | 30,000,000 |
| 1831  | 7,230,660  |
| 1856  | 35,350,000 |
| 1881  | 17,388,604 |
| 1906  | 20,884,000 |
| 1914  | 18,520,000 |
| 1919  | 14,629,000 |

## الزراعة والصناعة في العهد العثماني

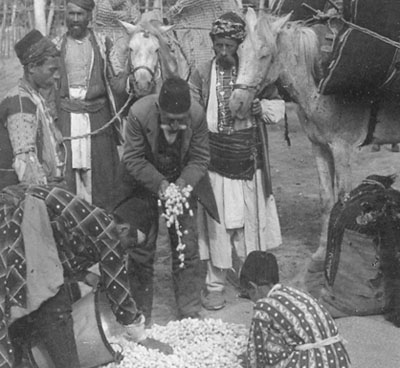
تاجر حرير يبتاع شرانق ديدان قز في أنطاكية قرابة سنة 1895م.

كانت الدولة العثمانية تسيطر على أراض زراعية خصبة جدًا موزعة في جميع أنحائها، ومنها السهول الخصبة في بلاد الشام، وحوض نهر الدانوب، وحوضيّ دجلة والفرات، ووادي النيل، وسهول آسيا الصغرى وشمال أفريقيا. وقد اشتهرت جميع هذه المناطق في سائر العصور بخصب تربتها ووفرة مياهها وغنى إنتاجها. وكان الإنتاج الزراعي متنوعًا، فالقمح الحبوب الأخرى كان يُعتمد في إنتاجها على سهول الشام ومصر والأناضول، وزيت الزيتون كان يُنتج في الشام والأناضول والبلقان. واشتهرت اليونان وسوريا ولبنان وفلسطين وبعض أنحاء شمالي أفريقيا بالفاكهة والأثمار، كالعنب والتين والكرز والخوخ والإجاص والتفاح والدراق والسفرجل واللوز وغير ذلك. ولم تكن الثروة الحيوانية أقل أهمية من الإنتاج الزراعي، فقد كانت قطعان الغنم الماعز البقر والإبل وجواميس الماء سارحة في هضاب البلقان وآسيا الصغرى وبوادي الشام ووادي النيل. وانتشرت في الكثير من أنحاء الدولة الصناعات الغذائية والمستخرجة من مصادر حيوانية ونباتية، وأبرزها صناعة الحرير والصوف والصابون. وفي عصر الدولة الذهبي نشطت الصناعة العسكرية لتلبي حاجة الجيوش الفاتحة، وفي مقدمتها صناعة الأسلحة النارية من بنادق ومسدسات ومدافع، وفي الكثير من الأحيان تولّى هذه الصناعة مهندسون مجريون ونمساويون وفرنسيون وسويديون، وتليها صناعة الأسلحة البيضاء من سيوف ورماح ونبال، وصناعة الدروع. وقد تضائلت أهمية هذه الصناعة مع ازدياد ضعف الدولة وتراجعها مقابل تقدم أوروبا الغربية.

## التجارة العامة

### التجارة المحلية

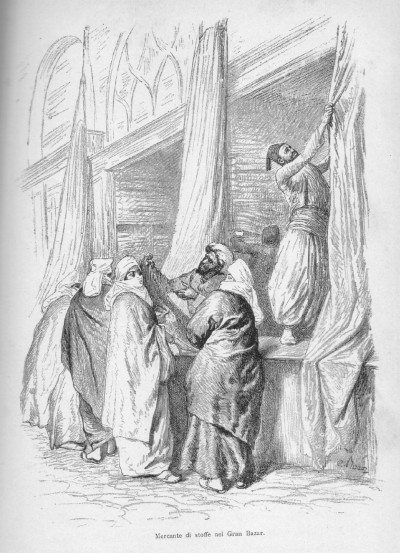
رسم لسوق أقمشة في الآستانة سنة 1878م.

بنى العثمانيون الكثير من المراكز التجارية والأسواق الكبيرة والخانات على الطرق الرئيسية للتجارة لينزل فيها التجّار المسافرون والقوافل. وكان هناك مراكز تُجمع فيها البضائع التجارية وتقوّم قيمها وتُثبت أسعارها، أي كانت تعمل عمل البورصة حاليًا، وكان يُطلق على هذه المراكز التجارية اسم "بَدَسْتان". تأسست هذه المراكز أولاً في مدينة بورصه وفي أدرنه ثم انتشرت منهما إلى سائر أرجاء الدولة العثمانية. كانت جميع أنواع السلع والبضائع تباع وتشترى في هذه المراكز التجارية، وكان بعضها يتخصص في بيع أنواع معينة من البضائع، مثل المجوهرات أو البُسط أو الأقمشة أو البهارات أو الكتب أو العطورات، وكان يوجد حول تلك المراكز بياعو الحاجيات اليومية من أغذية أو وقود أو مواد خام.
كانت التجارة الدولية في القرن الرابع عشر بيد البرتغاليين والبنادقة، وكانت البضائع الثمينة تتجمع في الموانئ، حيث تتم التجارة فيها عن طريق النقل البحري بواسطة السفن. كانت الدولة العثمانية على وعي بأن ازدهار التجارة في أي بلد يساعد على ازدهاره، وتخلفها يعني تخلفه. لذا قامت بإحياء طريق الحرير التاريخي، وأمّنت بذلك تحول التجارة إلى الطريق البري مرة أخرى. لذا بنت الخانات ومراكز التجارة على الطرق التجارية المهمة، وأنشأت هذه المراكز في داخل المدن أيضاً. واستطاعت الدولة - بتحقيقها الأمن والأمان للتجارة والتجار في أراضيها الواسعة وتيسير سبل التجارة أمامهم - السيطرة على التجارة الدولية بدءً من القرن الرابع عشر حتى القرن السابع عشر.
كان التجّار في العهد العثماني على نوعين: التجار المتجولون، والتجار المقيمون في المدن. فكانت مباني البدستان محل عمل التجار المقيمين في المدن ومركزًا لتعيين أسعار البضائع، كما كانت دائرة لاستيفاء الضرائب. وكان الموظفون الرسميون الذين يعيّنون الأسعار ويستوفون الضرائب يقيمون هناك، لذا لم يكن يُسمح بزيادة الأسعار خارج الحد المعقول، أي لم يكن يُسمح بالتعامل بالسوق السوداء. كان أصحاب الحرف المختلفة يعملون في البدستان كعائلة واحدة، وكانت لهم منظمات ذات تقاليد عريقة ومستقرة مثل «نقابة الأخوة». ولم يكن يؤخذ إلى هذه النقابة من أصحاب المهن من لم يمر بمرحلة التدريب والتعليم التي تتدرج من مرحلة المتعلم الناشئ أو العامل المبتدئ إلى المتدرب إلى المعلم أو "الأسطة".

### التجارة الدولية
كانت التجارة الدولية في القرن الرابع عشر بيد البرتغاليين والجنويّين (البنادقة). وكانت البضائع الثمينة تتجمع في الموانئ، حيث تتم التجارة فيها عن طريق النقل البحري بواسطة السفن. كانت الدولة العثمانية على وعي بأن ازدهار التجارة في أي بلد يساعد على ازدهار ذلك البلد، وتخلفها يعني تخلف ذلك البلد. لذا قامت بإحياء طريق الحرير التاريخي، وأمّنت بذلك تحول التجارة إلى الطريق البري مرة أخرى. لذا بنت الخانات -أي الفنادق- ومراكز التجارة على الطرق التجارية المهمة. وأنشأت هذه المراكز في داخل المدن أيضاً. واستطاعت الدولة -بتحقيقها الأمن والأمان للتجارة والتجار في أراضيها الواسعة وتيسير سبل التجارة أمامهم- السيطرة على التجارة الدولية بدءً من القرن الرابع عشر حتى القرن السابع عشر.
البدستانات تختلف عن الخانات وعن «كَرْوان سَرايْ» (وهي أبنية محمية ومقامة على الطرق الرئيسية لاستقبال القوافل). فقد استعملت الخانات بدءً من القرن الثالث عشر وحتى القرن الخامس عشر لتأمين حاجات المسافرين والتجار. وأطلق اسم «بَدَسْتان» في هذا العهد على هذه الخانات أيضاً. ولكن اقتصر اسم الـ«بدستان» في القرنين الخامس عشر والسادس عشر (عهد نضوج الدولة) في جميع المدن الكبرى على مراكز البورصة والتجارة فقط، واقتصرت الخانات على أماكن استراحة المسافرين.

## العمارة

### البدستان
```
الـ«بدستان» كانت مباني تجارية ظهرت عند ظهور الدولة العثمانية وتوسعها. ولم يكن فنها المعماري يشبه مثيلاته في حضارات الأناضول وفي الحضارة البيزنطية القديمة، كما لم يكن يشبه «القيصرية» وهي الأسواق المفتوحة وغير المسقفة والتي كانت موجودة في جنوبي شرق الأناضول؛ بل كانت تحمل السمة المعمارية للمدن «العثمانية-التركية» مثلما كانت المراكز والمباني الدينية والتجارية الأخرى الكبيرة (كجوامع السلاطين الكبرى) تحمل سمتها الخاص بها. كانت هذه المباني تحتل مركز المدينة وترمز إلى أنها مدن عثمانية.
```

كانت الـ«بدستان» في الدولة العثمانية مربعة أو مستطيلة الشكل. لها قبب مغطاة بالرصاص، وتنقسم إلى أجزاء وأقسام لتكون صالحة لأفضل استخدام واستعمال، ولها جدران سميكة من الحجر، وترتفع في وسط المدينة وكأنها حصن أو قلعة، وتشرف بأبراجها على المدينة من عل، ويمكن رؤيتها من بعيد والتعرف عليها. كان لها في العادة باب أو بابان، وأحياناً أربعة أبواب رئيسية. وكانت مفتوحة على الشارع أو الشوارع الرئيسية للمدينة. كانت الـ«بدستان» مقسمة من الداخل إلى 4-20 قسما مربع الشكل، ولكل قسم قبة فوقه. ويدخل الضوء من نوافذ صغيرة موجودة في أعلى الجدران. وفي خارج بناية الـ«بدستان» تلتصق جدران الدكاكين بها، كما تنتظم الدكاكين ومحلات العمل على جانبي الطريق الخارج من الـ«بدستان». كما توجد حول هذا المجمع دكاكين مربعة أو مستطيلة الشكل.
تكون مداخل الـ«بدستان» في العادة مرتفعة وفخمة، كمداخل المعابد، وجدرانها الحجرية مزينة بأشكال فنية وزخارف. أبوابها من الحديد أو من خشب الأبنوس ومزخرفة كذلك بزخارف حديدية أو خشبية. ودكاكينها مصانة جيدًّا. والبناية تحتوي على دكاكين وعلى المخازن العائدة لها. وقبابها مغطاة بالرصاص لحفظ البناية من تسرب مياه الأمطار والثلوج. لذا فإن بنايات الـ«بدستان» كانت تحمل طابعًا عثمانيّاً متميزاً. ولكونها مبنية من الحجر كانت أيضاً رمز المتانة والقوة والعمر الطويل.
وفي الخانات كانت السلالم موجودة على يمين ويسار المدخل مباشرة وتؤدي إلى الطابق الثاني بـ (20-30) درجة. وفي القسم الأمامي من الطابق العلوي يوجد «رَواق»، وفي القسم الخلفي توجد حوانيت أو متاجر. وبينما تغطي القبب أعلى الرواق تكون سقوف الحوانيت على شكل أقواس وقناطر. وكل حانوت عبارة عن غرفة واحدة. أما الحوانيت في الأركان فيكون كل منها عبارة عن غرفتين أو ثلاث غرف. ويوجد أيضاً رواق أمام المتاجر في الطابق الأرضي. وتحت هذه الحوانيت والمتاجر، توجد مخازن لخزن البضائع. وفي هذه المخازن توجد صناديق حديد تحفظ فيها الأمتعة الثمينة. ويذكر «أَوْلِيا جلبي» الإصطبلات الملحقة بهذه «الخانات»، حيث تستريح فيها الحيوانات التي تحمل البضائعَ والناسَ في القوافل. والإصطبل الموجود في «قوزاخان» في مدينة «بورصه» يعد أنموذجاً لإصطبل الجمال، حيث استعمل القسم العلوي منه لاستراحة المسافرين ولخزن البضائع. وتوجد مواقد في غرف الطابق العلوي، وترتفع المداخن من جانب القبب. وتوجد ميضأة في وسط باحة الخانات، وفي المؤخرة يوجد مسجد.
كما توجد حاليا قواعد ومبادئ معينة في المراكز التجارية وفي البورصات وفي المناطق الصناعية التعاونية حددتْها القوانين، كذلك كانت لمراكز الـ«بدستان» في الدولة العثمانية قواعد يجب العمل بها. فهي تؤسس أولاً إما بفرمان من السلطان أو بأمر من وزير. وعندما يتم بناؤها تصبح مركز جذب للتجار الأغنياء الذين يرغبون بالتعامل في مراكز تجارية آمنة. ويقول المؤرخ التركي المعروف «خليل إنالجيك»: «كان من القواعد المعروفة أن الـ«بدستان» تعد مركزا للتجارة في المدينة، وكذلك مركزاً للتجارة بين الأمم.» لذا نرى أن أسواق الـ«بدستان» ومراكزها في الدولة العثمانية كانت طوال مئات السنين محلاًّ لزيارة آلاف التجار القادمين من إيران والهند وأوروبا، ومحل تعارفهم ولقائهم وإقامتهم، ومحل بيعهم وشرائهم. وقد أنشأ السلطان محمد الفاتح بفرمان منه، «بدستان إسطنبول» والسوق المحيطة بها بعد الفتح مباشرة، لتكون مركزاً تجاريا كبيراً وآمنا على طريق الأناضول - الروملي ولمدينة إسطنبول كذلك، حيث استطاعت هذه السوق استيعاب الفعاليات التجارية الكبيرة آنذاك.
ومع أن جزءً من إيجار الـ«بدستان» والخانات كان يذهب إلى باني هذه البنايات، إلا أن الجزء الأعظم منه كان يصرف لبناء الجوامع والمدارس الدينية والكليات ومراكز توزيع الأطعمة مجانًا للفقراء، أي كان يصرف لأعمال البر والخير. فقد صرف إيجار الـ«بدستان» التي شيدها السلطان «محمد جلَبي»، في مدينة أدرنه عام 1418م، لتعمير جامع «أسكي جامع»، وإيجارُ الـ«بدستان» التي شيدها السلطان محمد الفاتح وكذلك إيجار سوق «قبالي جارشي» للصرف على أياصوفيا التي حوّلها من كنيسة إلى جامع. وصرف إيجار الـ«بدستان» التي شيدها السلطان بايزيد الثاني في مدينة بورصه لتعمير جوامع إسطنبول ومراكز مساعدة الفقراء.

## الاقتصاد والنشاط الاجتماعي
لم يفصل العثمانيون الحياة التجارية عن الساحات الأخرى للحياة. واستفادوا في تأسيسهم هذا التوازن بين نواحي الحياة من خزين التجارب الإسلامية الطويلة الأمد، والتي بدأت من عهد المدينة المنورة في حياة الرسول صلى الله عليه وسلم واستمرت طوال عصور عديدة وفي بلدان إسلامية متعددة.
كان التجار في العهد العثماني على نوعين: التجار المتجولون، والتجار المقيمون في المدن. فكانت مباني الـ«بدستان» محل عمل التجار المقيمين في المدن ومركزاً لتعيين أسعار البضائع أيضاً، أي كانت تعمل عمل البورصة الحالية. كما كانت دائرة لاستيفاء الضرائب. وكان الموظفون الرسميون الذين يعيّنون الأسعار ويستوفون الضرائب يقيمون هنا. لذا لم يكن يسمح بزيادة الأسعار خارج الحد المعقول، أي لم يكونوا يسمحون بالتعامل بـ«السوق السوداء».
كانت كل «بدستان» تشكل نواة الأسواق الكبيرة. وكانت جميع أنواع السلع والبضائع تباع وتشترى فيها مثل أسواق «سوبر ماركت» في أيامنا الحالية. كان بعض هذه المراكز التجارية مراكز لأنواع معينة من البضائع ولمنتوجات أصحاب مهن معينة. مثلا هناك مركز للصياغة، أو لبيع السجاجيد أو الأقمشة أو البهارات أو الكتب أو للعطارين، وكان يوجد حولها بياعو الحاجيات اليومية من الأغذية كالفواكه والخضروات والطحين والملح...الخ. أو من أنواع الوقود كالحطب والفحم.. أو من المواد الخام كالدهون والزيوت والأصباغ.. وكذلك كان أصحاب الحرف الأخرى كالخياطين وأصحاب المطاعم وصناع الخزف..الخ، يزاولون نشاطهم هنا. كما كانت هذه الأسواق تضم الأماكن الضرورية لحاجات الناس كالمساجد وأماكن الوضوء وأماكن القراءة والمقاهي والحلاقين والحمامات...الخ.
كان أصحاب الحرف المختلفة يعملون في الـ«بدستان» كعائلة واحدة، وكانت لهم منظمات ذات تقاليد عريقة ومستقرة مثل نقابة «الأخوة» (Ahîlik). ولم يكن يؤخذ إلى هذه النقابة من أصحاب المهن من لم يمر بمرحلة التدريب والتعليم التي تتدرج من مرحلة المتعلم الناشئ أو العامل المبتدئ إلى المتدرب إلى المعلم (المحترف). كان يتم تعليم الشباب المبتدئين الحرف المختلفة في ظل تدريب وتعليم يأخذ بنظر الاعتبار التدريب المهني والتجاري مع الحرص على ترسيخ مفاهيم أخلاقية أهمّها أن يكون كل منهم إنساناً محبًّا للخير وجاراً حسن الخلق، أي يتلقون تدريباً وتعليماً أخلاقيا أيضاً. وكان يتم ترقية هؤلاء الشباب من صنف «المبتدئ» إلى صنف «المتدرب»، ثم إلى صنف «الأستاذ» أو «الأسطة» بالتعبير السائد آنذاك في مراسيم احتفالية. وهكذا كانت «بدستان» تنشئ كادرها وتحافظ عليه.
كانت للـ«بدستان» أربع وظائف مهمة:
1-تعيين أسعار البضائع.
2-فرض الضرائب على البضائع واستيفائها.
3-خزن البضائع والسلع الغالية والثمينة العائدة للدولة أو للتجار، مثل الذهب والمجوهرات والأقمشة الغالية، والوثائق المهمة، حيث كانت هذه البضائع تحت ضمان الدولة، فتخزن بشكل آمن، ثم تعرض للبيع.
4-كونها مقرًّا للتجار المحليّين، حيث كانوا يقومون بأنشطتهم التجارية، ومنها كانت تنطلق قوافلهم إلى البلدان الأخرى.
كان لكل «بدستان» سَريّةُ أَمنٍ خاصة بها، وشخص مؤتمن. وكانت الأموال المفقودة (أي الأموال التي فقدها أصحابها) تبقى عنده مدة معينة. فإن لم يظهر صاحبها تسلم لبيت المال. كما كانت تودع عنده أموال اليتامى حتى يبلغوا سن الرشد. كما كانت الـ«بدستان» تقوم بوظائف شبيهة بوظائف البورصة التجارية في أيامنا الحالية (بورصة القطن أو بورصة الزبيب مثلاً).
كانت الـ«بدستان» في بعض المدن مركز عمل التجار الذين يقومون بتجارة الأقمشة الثمينة. وكان كل منهم يملك فرمانًا من السلطان وأمرًا من القاضي كضمان وتأييد له عند قيامه بهذه التجارة. وكانت أي تجارة سِرّيّة تجرى خارج الـ«بدستان» تُعد تجارة غير قانونية ومنافسة غير شريفة بالنسبة للتجار الموجودين في الـ«بدستان» الذين يدفعون الضرائب بانتظام. فمثلاً، حدث في عام 1609م، أن طرق سمع تجار «بدستان» أن بضائع معينة (مثل العطور) تباع سراً في منطقة «غلطة» إلى العطارين، فتقدموا بالشكوى إلى السلطان وتمت معالجة الأمر. أما سيطرة تجار الأقمشة الذين هم أحد عناصر الاقتصاد المضبوط رسميًّا، فقد استمرت حتى أواسط القرن السادس عشر، حيث صدر قرار بالسماح لتجارة الأقمشة خارج الـ«بدستان» ما لم يكن هناك قرار من الحكومة بالمنع.
نعتقد أنه من المفيد إجراء تحليل مقارن بين الـ«بدستان» التي كانت تحتلّ مكانًا مرموقًا في الحياة التجارية في الدولة العثمانية، وبين المراكز التجارية الحالية. فهذا مفيد، ليس من الناحية التاريخية فقط، بل من الناحية التجارية والاجتماعية كذلك. فمن ناحية، هناك فائدة في ضبط الفعاليات التجارية ومراقبتها، وأن تكون هذه الفعاليات على أساس مشروع وتُراعى فيها الحقوق؛ ومن ناحية أخرى، فإن عدم السماح للشخص بالعمل التجاري (إن لم يكن أهلا له ولم يدرّب بعد عليه) أيضاً من الأمور التي يجب مراعاتها.

### الدخل المالي 1433 - 1660
بلغ 12 مليار دوكات.

## القروض المتراكمة على الدولة العثمانية 1854 - 1879
| تاريخ القرض   | قيمة القرض (مليون ليرة) | نسبة الاصدار (بالمائة) | المبلغ المتحصل (الإجمالي) | المبلغ المتحصل (الصافي) | الفائدة (الإسمية) | الفائدة (الفعلية) |
| ------------- | ----------------------- | ---------------------- | ------------------------- | ----------------------- | ----------------- | ----------------- |
| 1854          | 3.300                   | 80                     | 2640                      | 2515                    | %6                | %7.9              |
| 1855          | 5.500                   | 102.6                  | 5.644                     | 5.582                   | %4                | %4                |
| 1858          | 3.300                   | 85                     | 4.180                     | 3.784                   | %6                | %8.7              |
| 1859          | 2.200                   | 62.6                   | 1.401                     | 1.356                   | %6                | %9.8              |
| 1860          | 2.241                   | 62.5                   | 1.401                     | 1.356                   | %6                | %9.8              |
| 1862          | 8.800                   | 68                     | 5.984                     | 5.665                   | %6                | %9.4              |
| 1863          | 8.800                   | 71                     | 6.248                     | 5.480                   | %6                | %9.9              |
| 1865 (الأول)  | 6.600                   | 66                     | 4.356                     | 4.069                   | %6                | %9.7              |
| 1865 (الثاني) | 36.200                  | 60                     | 21.800                    | 21.800                  | %5                | %8.3              |
| 1869          | 24.444                  | 54                     | 13.200                    | 12.711                  | %6                | %11.5             |
| 1870          | 34.848                  | 32.1                   | 11.195                    | 10.498                  | %3                | %10               |
| 1871          | 6.270                   | 73                     | 4.577                     | 4.452                   | %6                | %8.5              |
| 1872          | 5.302                   | 98.5                   | 5.222                     | 5.116                   | %9                | %9.3              |
| 1873 (الأول)  | 22.252                  | 54                     | 12.054                    | 12.054                  | 5%                | 9.2%              |
| 1873 (الثاني) | 30.556                  | 54                     | 16.500                    | 15.889                  | 6%                | 11.5%             |
| 1874          | 41.000                  | 40                     | 16.600                    | 16.600                  | %5                | %12.3             |
| 1877          | 5.500                   | 52                     | 2.860                     | 2.860                   | %5                | %9.6              |
| 1879          | 8.825                   | 100                    | 8.725                     | 8.725                   | %5                | %5                |

## إفلاس الدولة العثمانية وتدهور الأقتصاد
في 6 أكتوبر 1875، بسبب المستوى العالي للديون الهائلة على الدولة العثمانية، اضطر السلطان عبد العزيز إلى اعلان أفلاس الدولة العثمانية، وإعلان تشكيل إدارة الديون العمومية العثمانية وتجميع الواردات التي يديرها الدائنون الأجانب.

## وصلات خارجية
- The Ottoman Empire, by Richard L. Chambers, جامعة شيكاغو.
- Ottoman economy before and during the First World War